# The Prisoner (film, 1923)
Pour plus de détails, voir Fiche technique et Distribution.
The Prisoner est un film américain réalisé par Jack Conway, sorti en 1923.

## Synopsis
Phillip Quentin va tout faire pour délivrer sa fiancée des griffes du prince Ugo Ravorelli...

## Fiche technique
- Titre : The Prisoner
- Réalisation : Jack Conway
- Scénario : Edward T. Lowe Jr. et George Barr McCutcheon
- Photographie : Ben F. Reynolds
- Société de production : Universal Pictures
- Pays d'origine : États-Unis
- Format : Noir et blanc - 1,33:1 - Film muet
- Genre : drame
- Date de sortie : 1923

## Distribution
- Herbert Rawlinson : Philip Quentin
- Eileen Percy : Dorothy Garrison
- George Cowl : Lord Bob
- June Elvidge : Lady Francis
- Lincoln Stedman : Dickey Savage
- Gertrude Short : Lady Jane
- Bertram Grassby : Prince Ugo Ravorelli
- Bert Sprotte : Courant
- Boris Karloff : Prince Kapolski
- Esther Ralston : Marie
- J.P. Lockney : Père Bivot
- Lillian Langdon : Mme Garrison